# 奔腾II
奔騰II（Pentium II）為英特爾於1997年5月7日推出的微處理器。它基於Pentium Pro使用的P6架構，但加強16位元的效能，以及加入MMX指令集。虽然MMX指令集最早出现在Pentium MMX CPU，但是其后研发的所有型号的Pentium Pro都没有包含MMX指令集，这影响在图形计算方面的性能。

## 產品簡介
Pentium II為英特爾推出的一枚X86架構處理器，基於Pentium Pro使用的P6微處理架構，但另一方面它的16位元處理能力獲得改善，並加入MMX指令集。Pentium Pro的16位元计算性能有明显缺陷，这影响它在当时的Win9X操作系统上的性能。而Pentium II改进这一重要问题。
第一代Pentium II核心代號為Klamath，使用350納米製程，就當時而言，其功耗算非常高的水準。推出時時脈只有233及266MHz，使用66MHz前端匯流排，後期另推出時脈300MHz的版本。
第二代Pentium II核心代號為Deschutes，運行時脈為333MHz，於1998年1月推出，使用250納米製程，而且溫度亦有效降低。支援100MHz前端匯流排，英特爾於1998年另外推出了時脈為266、300、350、400、450的Pentium II處理器。
1998年由于低時脈Pentium II产品的短缺，一度将250纳米制程工艺的Pentium II 400MHZ和Pentium II 450MHZ产品降低规格为Pentium II 266MHZ (序号为SL2W7)和300MHZ(序号为SL2W8)销售，掀起了当时狂热的超频风。
基於Pentium II的電腦系統亦加入新世代的記憶體標準——SDRAM〔替代EDO RAM〕，以及AGP顯示卡。
與Pentium及Pentium Pro處理器不同，Pentium II使用一種插槽式設計。處理器晶片與其他相關晶片皆在一塊類似子卡的電路板上，而電路板上有一塊塑膠蓋，有時亦有一風扇。Pentium II亦把L2 Cache放到這電路板上，但只運行處理器時脈一半的速度。此舉增加處理器的良品率，從而減低製作成本。
這個方法亦可更容易改變Pentium II處理器的L2 Cache，可以使英特爾用相同的晶片，但可製作廉價低效能處理器，也可製貴價高效能處理器。
Pentium II的入門級處理器，為了減少L2 Cache〔甚至取消〕的Celeron。由於它低效能，所以一般的專業人士都不使用Celeron處理器，但因為它的可超频性〔L2 Cache比處理器晶片對時脈敏感〕，它亦有一定的市場，另外，亦由於Celeron A 版本中的L2 Cache為全速，因此其性能直迫Pentium II。
Pentium II的高階處理器，為Pentium II Xeon。它針對伺服器設計，而且有一個全速的L2 Cache。它分別有512KB、1MB、2MB的版本。
Pentium II亦有流動版處理器，有256KB L2 Cache，但是內置在晶片內，為最快的Pentium II。
Pentium II於1999年被Pentium III取代。

## 核心

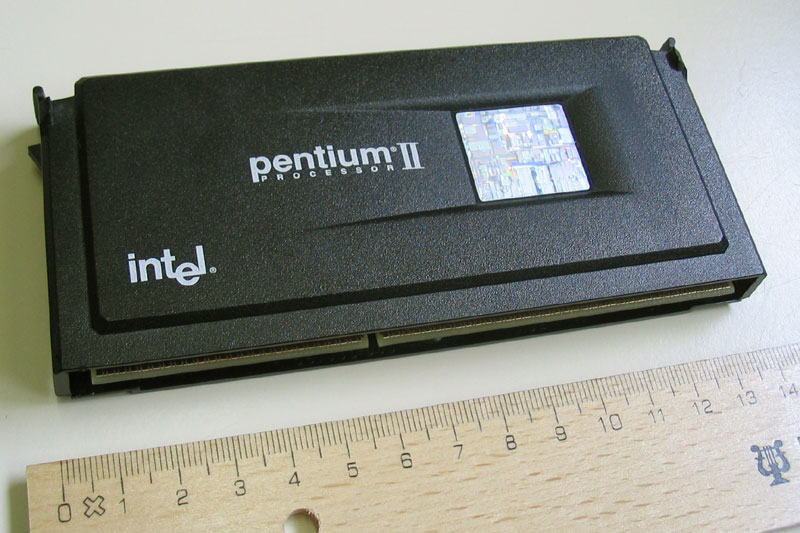
Pentium II – front view

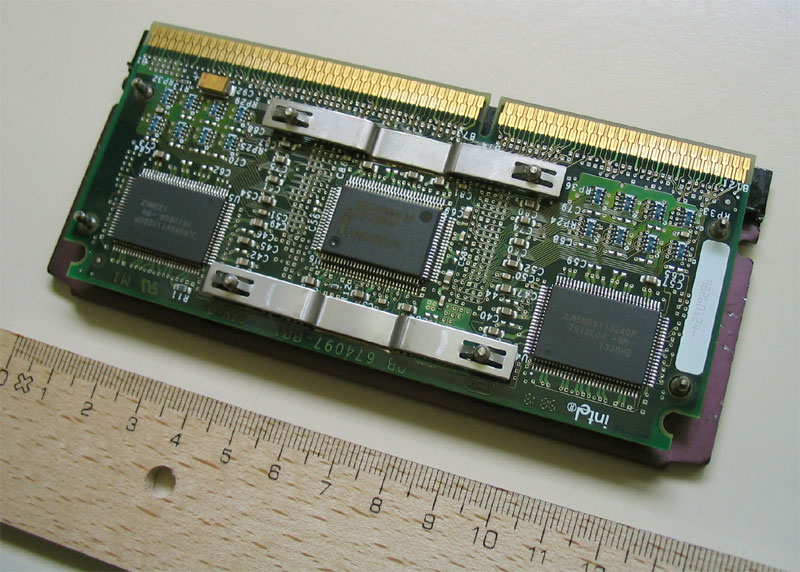
Pentium II – inside front view

### Klamath (350 nm)
- L1：16 + 16 KB 〔資料 + 指令〕
- L2：512 KB，位於處理器晶片外部，只有處理器時脈的50%
- Slot 1
- MMX
- FSB：66 MHz
- VCore：2.8 V
- 首次推出：1997年5月7日
- 時脈：233, 266, 300 MHz

### Tonga (250 nm), Pentium II Mobile
- L1：16 + 16 KB 〔資料 + 指令〕
- L2：512 KB，位於處理器晶片外部，只有處理器時脈的50%
- MMC-1, MMC-2, Mini-Cartridge
- MMX
- FSB：66 MHz
- VCore：1.6 V
- 首次推出：April 2, 1998
- 時脈：233, 266, 300 MHz

### Deschutes (250 nm)
- L1：16 + 16 KB 〔資料 + 指令〕
- L2：512 KB，位於處理器晶片外部，只有處理器時脈的50%
- Slot 1
- MMX
- FSB: 66, 100 MHz
- VCore: 2.0 V
- 首次推出：1998年1月26日
- 時脈：266 - 450 MHz
  - 66 MHz FSB : 266, 300, 333 MHz
  - 100 MHz FSB: 350, 400, 450 MHz

### Dixon (250 nm), mobile Pentium II PE ("Performance Enhanced")
- L1 cache: 16 + 16 KiB (Data + Instructions)
- L2 cache: 256 KiB, on-die, full CPU speed
- BGA1, μPGA1 (GTL+)
- MMX
- Front side bus: 66 MHz
- VCore: 1.5, 1.55, 1.6 V
- 第一次發行：1999年1月25日
- Clockrate: 266 - 400 MHz